# Боровских, Евгений Вячеславович
Евгений Вячеславович Боровских (род. 15 мая 1983 года, Липецк, РСФСР, СССР) — российский политический и государственный деятель. Исполняющий обязанности Уполномоченного по защите прав предпринимателей в Липецкой области с 10 апреля 2025 года.
Глава администрации городского округа города Ельца с 3 октября 2019 года по 15 апреля 2025 года.

## Биография
Евгений Вячеславович Боровских родился 15 мая 1983 года в Липецке. В 2005 году окончил Воронежский институт МВД России, а в 2018 – Кубанский государственный аграрный университет, получив юридическое и экономическое образования.
До занятия должности главы города, он работал замначальника регионального управления сельского хозяйства, дослужившись до должности начальника УИЗО Липецкой области. После отставки Сергея Панова, 26 июля 2019 года Боровских занял должность исполняющего обязанности мэра Ельца. 3 октября 2019 года стал полноценным главой администрации городского округа города Ельца.
10 апреля 2025 года был назначен депутатами облсовета исполняющим обязанности Уполномоченного по защите прав предпринимателей в Липецкой области, после чего он должен был снять с себя полномочия мэра Ельца в течение 14 дней. 15 апреля Евгений Боровских досрочно сложил свои полномочия главы администрации городского округа города Ельца.

## Личная жизнь
Женат, воспитывает двоих сыновей и дочь.